# Un hombre feliz (álbum)
Un hombre feliz es la versión española del vigésimo álbum de estudio de Riccardo Cocciante, lanzado en 1995 a través de CBS Sony. Un hombre feliz presenta a Cocciante cantando a dúo con Mina Mazzini, Montserrat Martí y Mónica Naranjo. I. Ballesteros adaptó las letras originales al español.
La canción «Sobre tu piel» fue lanzada como single por Mónica Naranjo en 1999 e incluida en su álbum recopilatorio Renaissance en 2019. La canción «Dos», interpretada en español con Montserrat Martí, fue lanzada por Martí como sencillo en 1995.
Un hombre feliz también presenta una versión española de Cocciante de la canción «L'amour existe encore» interpretada por Celine Dion en su álbum en francés Dion Chante Plamondon.

## Lista de canciones
| N.º | Título                                 | Duración |  |
| 1.  | «Un hombre feliz»                      | 03:33    |  |
| 2.  | «Amore» (feat. Mina Mazzini)           | 05:18    |  |
| 3.  | «Juntos y distantes»                   | 04:51    |  |
| 4.  | «Dos» (feat. Montserrat Martí)         | 04:21    |  |
| 5.  | «El amor aun existe»                   | 04:31    |  |
| 6.  | «Por ella»                             | 04:26    |  |
| 7.  | «Sobre tu piel» (feat. Mónica Naranjo) | 04:34    |  |
| 8.  | «Amarse como antes»                    | 03:58    |  |
| 9.  | «El tiempo»                            | 04:15    |  |
| 10. | «Sobre un preludio de Bach»            | 04:30    |  |